# Kate Gulbrandsen
Kate Gulbrandsen (Slemmestad, 6 de agosto de 1965-)  é uma cantora norueguesa natural da vila de  Slemmestad, a sul de  Oslo. Kate venceu a final norueguesa Melodi Grand Prix 1987, tendo competindo pela Noruega no Festival Eurovisão da Canção 1987, realizado em Bruxelas (Bélgica), interpretando a canção "Mitt liv" (Minha vida), escrita por  Rolf Løvland e Hanne Krogh. Nesse festival, foi a primeira a cantar e terminou em 9.º lugar. 
A sua versão da canção "Med gullet for øyet" de Jørn Hansen foi a canção oficial Jogos Paralímpicos de Inverno 1998 realizados em  Nagano, Japão.
Em 2004, após uma ausência de mais de 10 anos de afastamento da música popular norueguesa fez um regresso à vida musical com um estilo country de novas canções que que alcançaram o Norsktoppen, o principal top de vendas da Noruega. Essas novas canções incluíram uma nova versão do sucesso de Dolly Parton hit "Jolene",que foi incluído no álbum dela publicado em 2005: "Vi to" (We Two).
Atualmente Kate vive em Finnskogen com o marido Jan Erike e a filha  Sandra.

## Discografia
- The Beauty and the Beat (1987)
- Sol om natten (1991)
- Vi to (2005)